# Xolmis irupero
La monjita blanca (Xolmis irupero), también conocida como viudita blanca común (en Uruguay), es una especie de ave paseriforme de la familia Tyrannidae perteneciente al género Xolmis. Es nativa de América del Sur.

## Distribución y hábitat
Se distribuye en dos grandes áreas disjuntas: en el noreste de Brasil, y desde el este de Bolivia hacia el sur por Paraguay, sur de Brasil, Uruguay, hasta el centro sur de Argentina.
Esta especie es considerada rara en su hábitat natural del nordeste de Brasil, las áreas áridas y semiáridas de la caatinga, o puede ser bastante común a común en otros hábitats como sabanas, pastizales abiertos y semiabiertos y pastajes con arbustos y árboles dispersos del Pantanal, del chaco, del espinal y de la pampa, con frecuencia a lo largo de caminos o cerca de habitaciones humanas, y cerca de pantanos o aguas. Principalmente por debajo de los 1000 m de altitud, pero hasta los 1300 m en Bolivia.

## Descripción
Esta es un ave pequeña, mide de 17 a 18 cm de longitud y pesa de 21 a 29,5 g. De color blanco brillante, con ojos negros, patas negras y un pico puntiagudo corto a mediano. Tiene bordes muy negros en la parte exterior de las alas y una cola corta.

## Sistemática

### Descripción original
La especie X. irupero fue descrita por primera vez por el naturalista francés Louis Pierre Vieillot en 1823 bajo el nombre científico Tyrannus irupero; su localidad tipo es: «Paraguay».

### Etimología
El nombre genérico masculino «Xolmis» deriva de un vocablo de origen incierta. Probablemente se refiere al azteca «xomotl», nombre de ave registrado por Hernández (1651) en México, o tal vez se refiera a un nombre guaraní no registrado; y el nombre de la especie «irupero», del guaraní «iruperó» que significa ‘pájaro problemático’ designando a la presente especie «Pepoazá iruperó» de Félix de Azara (1802–1805).

### Taxonomía
La población aislada del noreste de Brasil (subspecie niveus) podría ser tratada como una especie separada, con base en consideraciones biogeográficas, dependiendo de investigaciones sobre la vocalización y la genética.

### Subespecies
Según las clasificaciones del Congreso Ornitológico Internacional (IOC) y Clements Checklist/eBird se reconocen dos subespecies, con su correspondiente distribución geográfica:
- Xolmis irupero niveus (Spix), 1825 – este de Brasil (desde Ceará y Río Grande del Norte hacia el sur hasta el norte de Minas Gerais y Espírito Santo).
- Xolmis irupero irupero (Vieillot), 1823 – centro y sureste de Bolivia, noreste y centro de Argentina (al sur hasta Mendoza y Río Negro), Paraguay, sur y sureste de Brasil (Mato Grosso do Sul, Río Grande del Sur) y Uruguay.